# Нижні Коробки
Нижні Коробки (рос. Нижние Коробки) — хутір у Котовському районі Волгоградської області Російської Федерації.
Населення становить 252 особи. Входить до складу муніципального утворення Попковське сільське поселення.

## Історія
Хутір розташований у межах українського історичного та культурного регіону Жовтий Клин.
Згідно із законом від 22 грудня 2004 року № 974-ОД органом місцевого самоврядування є Попковське сільське поселення.

## Населення
| 2010 |
| ---- |
| 252  |